# Xing Huina
Xing Huina (Chinees 邢慧娜; Weifang, Shandong, 25 februari 1984) is een Chinees atlete en langeafstandsloopster. Haar stijl wordt gekenmerkt door haar ongewone, ongebogen armen tijdens het lopen.
Xing groeide op bij een boerenfamilie op het platte land. Haar atletiektraining begon ze op de sportacademie in de stad Weifang. Ze werd geselecteerd voor de Chinese ploeg in 2002, nadat ze 4.10,43 liep op de 1500 meter en 14.56,15 op de 5000 meter op de Chinese Spelen in 2001. In deze ploeg werd ze getraind door Wang Dexian.
In 2002 won ze een bronzen medaille op de Aziatische Spelen met een tijd van 31.42,58. In 2003 werd ze zevende en brak het wereldrecord bij de junioren met een tijd van 30.31,55.
Op de Olympische Spelen van 2004 in Athene won Xing onverwachts een gouden medaille op de 10.000 meter in 30.24,36 voor de Ethiopische Ejegayehu Dibaba (zilver) en Derartu Tulu (brons), nadat de Engelse, door ziekte verzwakte, favoriete Paula Radcliffe met nog acht ronde te gaan op moest geven. Op de wereldkampioenschappen atletiek 2005 in Helsinki behaalde ze een vierde plaats op de 10.000 meter (30.27,18) achter drie Ethiopiërs, en werd ze vijfde op de 5000 meter (14.43,64).
In 2006 werd haar nieuwe trainer, Yin Yanqin omdat Wang Dexian voor twee jaar werd geschorst in verband met een positieve dopingtest van zijn pupil Sun Yingjie in oktober 2005.

## Persoonlijke records
| Onderdeel | Prestatie | Datum             | Plaats   |
| --------- | --------- | ----------------- | -------- |
| 1500 m    | 4.09,01   | 12 september 2003 | Shanghai |
| 3000 m    | 9.26,36   | 21 mei 2006       | Carson   |
| 5000 m    | 14.43,64  | 13 augustus 2005  | Helsinki |
| 10.000 m  | 30.24,36  | 27 augustus 2004  | Athene   |

Ze liep reeds eerder 4.03,00 op de 1500 meter, maar deze tijd is niet erkend. Dit omdat haar tegenstander Liu Qing een klacht indiende, waarbij ze claimde dat ze bij het inhalen met opzet geblokkeerd werd door Xing.

## Titels
- Chinees kampioene 5000 m - 2004
- Olympisch kampioene 10.000 m - 2004

## Palmares

### 5000 m
- 2001:  Chinese kamp. - 15.56,47
- 2001:  Chinese National Games - 14.56,15
- 2002:  Chinese kamp. - 16.11,71
- 2002: 4e Aziatische Spelen - 15.47,52
- 2003: 12e in serie WK - 15.13,50
- 2004:  Chinese kamp. - 15.23,20
- 2004: 9e OS - 15.07,41
- 2005: 5e WK - 14.43,64

### 10.000 m
- 2002:  Chinese kamp. - 33.14,49
- 2002:  Aziatische Spelen - 31.42,58
- 2003:  Chinese Intercity Games - 32.36,24
- 2003: 7e WK - 30.31,55
- 2004:  Chinese kamp. - 32.48,28
- 2004:  OS - 30.24,36
- 2005: 4e WK - 30.27,18

1988: Olga Bondarenko ·
1992: Derartu Tulu ·
1996: Fernanda Ribeiro ·
2000: Derartu Tulu ·
2004: Xing Huina ·
2008: Tirunesh Dibaba ·
2012: Tirunesh Dibaba ·
2016: Almaz Ayana ·
2020: Sifan Hassan ·
2024: Beatrice Chebet